# Tayasan
Tayasan is een gemeente in de Filipijnse provincie Negros Oriental. Bij de laatste census in 2007 had de gemeente ruim 32 duizend inwoners.

## Geografie

### Bestuurlijke indeling
Tayasan is onderverdeeld in de volgende 28 barangays:
| - Bacong - Bago - Banga - Cabulotan - Cambaye - Dalaupon - Guincalaban - Ilaya-Tayasan - Jilabangan - Lag-it - Linao - Lutay - Maglihe - Matauta | - Magtuhao - Matuog - Numnum - Palaslan - Pindahan - Pinalubngan - Pinocawan - Poblacion - Santa Cruz - Saying - Suquib - Tamao - Tambulan - Tanlad |

## Demografie
Tayasan had bij de census van 2007 een inwoneraantal van 32.383 mensen. Dit zijn 1.906 mensen (6,3%) meer dan bij de vorige census van 2000. De gemiddelde jaarlijkse groei komt daarmee uit op 0,84%, hetgeen lager is dan het landelijk jaarlijks gemiddelde over deze periode (2,04%).